# Ludovic Cruchot
Le maréchal des logis-chef Ludovic Cruchot est un gendarme fictif interprété par Louis de Funès, héros de la série cinématographique du Gendarme de Saint-Tropez. Sa première apparition a lieu dans le film Le Gendarme de Saint-Tropez (1964), et il est présent dans les suites Le Gendarme à New York (1965), Le Gendarme se marie (1968), Le Gendarme en balade (1970), Le Gendarme et les Extraterrestres (1979) et Le Gendarme et les Gendarmettes (1982).

## Biographie fictive

### Le Gendarme de Saint-Tropez
Grâce aux loyaux services rendus à une commune non nommée des Hautes-Alpes,, où il était jusqu'ici en poste, Ludovic Cruchot, simple maréchal des logis de la gendarmerie, est muté dans le Var, à Saint-Tropez tout en étant promu maréchal des logis-chef.
Arrivé sur les lieux de sa nouvelle affectation, Cruchot participe aux vaines et répétitives chasses aux nudistes organisées par son supérieur, l'adjudant Gerber, tandis que de son côté sa fille Nicole, qui s'ennuyait autrefois à mourir dans son village, est éblouie par le luxe de sa nouvelle ville. Mais, n'arrivant pas à se faire accepter par les jeunes bourgeois de la station balnéaire, elle s'invente un père fictif richissime : celui-ci serait milliardaire, posséderait un yacht dans cette cité et s'appellerait Archibald Ferguson, qu'elle n'aurait jamais rencontré.
Contraint par Nicole et bien malgré lui, Cruchot va se retrouver au cœur du manège de sa fille, qui va le mêler à son histoire et par là même, à la recherche d'un Rembrandt volé (au musée de l'Annonciade), lorsque les amis de cette dernière chercheront à le rencontrer. Il essayera pourtant et par tous les moyens de préserver son identité officielle intacte au vu de son adjudant et de ses collègues.

### Le Gendarme à New York
Les gendarmes de Saint-Tropez ont été choisis pour représenter la France lors d'un congrès international de la gendarmerie à New York. Après un voyage sur le paquebot France, ils débarquent à Manhattan. Bientôt, Cruchot croit voir sa fille Nicole un peu partout... Et pour cause : celle-ci, désireuse de découvrir le « Nouveau Monde », s'est embarquée sur le navire comme passagère clandestine, à l'insu de son père.
Se faisant arrêter par la douane à son arrivée, Nicole est abordée par un journaliste auprès duquel elle se fait passer pour une orpheline avide de découvrir l'Amérique. Ému, et pensant tirer un bel article de cette histoire, le journaliste la prend sous son aile.
Cruchot et sa brigade découvrent New York, sauf Fougasse qui, tombé malade durant la traversée, a été hospitalisé et qui y restera jusqu'à la fin du séjour (ils découvrent après plusieurs jours d'examen qu'il était victime d'une allergie aux oiseaux de mer ; lorsqu'il veut rejoindre les autres, il se casse la jambe).
Tout le monde finit par croire que Cruchot est fou et a des hallucinations en croyant voir Nicole partout. Il ira même jusqu'à consulter un psychanalyste. Mais bientôt, Cruchot finit par retrouver la trace de Nicole. Il aura alors toutes les peines du monde, notamment avec la police américaine qui recherche sa fille, à faire rentrer celle-ci sans que Gerber et les autres ne la voient. Gerber découvrira pourtant la vérité à leur retour à Saint-Tropez et promet à Cruchot que cela lui coûtera cher.

### Le Gendarme se marie
Le film débute un 1er juillet, fatidique et traditionnelle date de grand départ en vacances.
Le maréchal des logis-chef Cruchot se voit confier une mission d'envergure afin de traquer les chauffards et les verbaliser. Cette opération va s'avérer pleine de surprises et d'imprévus notamment celui qui termine l'opération par la poursuite d'une conductrice se souciant peu des règles du code de la route et conduisant sa Ford Mustang décapotable avec fougue. Cette poursuite se terminera devant la gendarmerie de Saint-Tropez. La pimpante veuve du colonel de gendarmerie Lefrançois, Josépha, est l'intrépide conductrice de la belle décapotable. Elle vient se faire connaitre à la gendarmerie du lieu de son séjour estival. Accueillie fort civilement par l'adjudant Gerber, celui-ci qui doit s'absenter provisoirement. Cruchot arrivant sur ces entrefaites, tombe nez à nez avec la « chauffarde » dont il ignore l'identité et en profite pour la sermonner, puis la verbaliser. Mais au retour de son supérieur, qui lui fait aussitôt prendre conscience de sa méprise, il se verra remis très sérieusement à sa place et devra se faire tout petit face à cette superbe femme aux relations puissantes. Le « coup de foudre » s'opère aussitôt, d'autant que Josépha est ravie de faire la connaissance de la toute petite fille de Cruchot, Nicole, qui en réalité s'avérera nettement plus grande…
Bientôt, celle-ci n'hésite pas à pousser son nouvel amant à prendre du galon, en l'incitant à préparer le concours d'adjudant-chef, avec la complicité de Nicole. Il se verra soumis à un régime sévère garant d'un incontestable succès, au grand dam de l'adjudant Gerber qui vise lui aussi l'avancement. Cruchot réussit l'examen et est promu adjudant-chef au grand regret de Gerber. Mais le règne de Cruchot prend vite fin lorsqu'on apprend qu'il y a eu une erreur dans les résultats et c'est Gerber qui obtient le grade d'adjudant-chef. Celui-ci compte bien prendre sa revanche sur Cruchot.
Pendant ce temps, Fredo le Boucher, un dangereux bandit s'évade (il s'était glissé dans un cours de danse où se trouvait Cruchot pour essayer d'échapper aux gendarmes). Cruchot, ne voulant pas être vu par ses hommes et ne reconnaissant pas tout de suite le bandit, tente de s'échapper avec lui mais finit par aider ses hommes à le capturer. Désireux de se venger de Cruchot, il utilise Josépha comme appât pour l'attirer mais c'est Gerber qui répond à l'appel à la suite d'une erreur. Fredo tente alors de s'enfuir vers la frontière avec Josépha comme otage. Cruchot le prend en chasse et réussit à l'arrêter. À la fin, Cruchot (ayant atteint lui aussi le grade d'adjudant-chef) se marie avec Josépha en même temps que Nicole avec un de ses amis.

### Le Gendarme en balade
Le maréchal des logis-chef Cruchot a été mis à la retraite comme tous les membres de la brigade, remplacés par une équipe plus jeune et aux méthodes plus modernes.
Six mois plus tard, Cruchot s'ennuie ferme en retraite dans le château de son épouse, pourtant débordante d'attention à son égard pour le sortir de sa morosité : promenades à cheval, système de surveillance ultra sophistiqué de la propriété n'obéissant qu'à ses ordres, visite du curé… Rien n'y fait, même le lavage de la voiture qu'il revendique.
Lors d'une visite inopinée, l'adjudant Gerber et sa femme, pris au départ pour des intrus, tombent dans une ancienne oubliette grâce au fameux système de détection radar offert par Josépha. Cruchot montre alors à Gerber son musée-souvenir, ils évoquent leur passé révolu à la gendarmerie de Saint-Tropez. Puis ils reçoivent un vieux compagnon de service, le gendarme Merlot, qui leur apprend que Fougasse est devenu amnésique.
Également accompagné de leur collègues Tricard et Berlicot, ils décident d'aller porter secours à leur ancien camarade et de faire un pèlerinage aux sources. Cependant, trop excités à l'idée de porter à nouveau l'uniforme, les gendarmes entrent dans l'illégalité, côtoient malgré eux les hippies, déjouent un jeu d'enfants extrêmement dangereux et retrouvent cette sympathique et bienvenue complicité avec les sœurs dont la meilleure conductrice (sœur Clotilde) est devenue Mère supérieure du couvent devenu colonie de vacances. Malgré la traque acharnée de leurs successeurs, ils brilleront une fois de plus. Ainsi ridiculisés, les « nouveaux » devront rendre la place à leurs aînés, trop heureux de reprendre leur poste de gendarmes de Saint-Tropez et de recevoir un hommage mérité.

### Le Gendarme et les Extra-terrestres
Les membres de la brigade de gendarmerie de Saint-Tropez tombent des nues lorsqu'ils rencontrent les uns après les autres leurs doubles, sous forme d'extraterrestres se disant pacifiques. La venue d'une soucoupe volante, l'émotion qu'elle déclenche et la peur de l'inconnu vont faire venir la presse du monde entier dans la petite localité balnéaire. Mais comment reconnaître les vrais gendarmes des faux ? Comment reconnaître les humains des extraterrestres qui prennent l'apparence de tout un chacun ? Cruchot et ses collègues découvriront que ces extraterrestres sont faits de métal, qu'ils « sonnent creux » quand on les frappe  et qu'ils boivent de l'huile…
Le premier gendarme à voir la soucoupe est un nouveau nommé Beaupied mais personne ne le prend au sérieux, jusqu'à ce que Cruchot ne la voie à son tour et que des extraterrestres entrent en contact avec lui pour énoncer leurs intentions prétendument pacifiques.
Cruchot moleste Gerber et le colonel en les prenant pour des extraterrestres et est mis aux arrêts. Il s'échappe et se met à traquer les extraterrestres et à chercher une preuve de leur existence à présenter à ses supérieurs. Cette traque et les quiproquos qu'elle induit lui attirent les foudres de Josépha.
Finalement, les gendarmes découvrent la faiblesse des extraterrestres : ils rouillent au contact de l'eau. Ils leur tendent un piège avec une fausse soucoupe comme appât. Les gendarmes doivent faire alors face à leurs doubles et les mettent en fuite... Mais, lors de la parade finale, les gendarmes « rouillés » tombent au sol comme des machines hors-service : c'étaient les extraterrestres. Les vrais gendarmes apparaissent dans la soucoupe qui finit par tomber en mer, heureusement sans dommage pour ses occupants. Le couple Cruchot-Josépha se réconcilie.

### Le Gendarme et les Gendarmettes
Dans ses locaux flambant neufs, la brigade de Saint-Tropez, ayant fait l'acquisition d'un ordinateur si puissant qu'il répond à toutes les questions, est chargée d'accueillir, de prendre soin et de former un contingent de quatre jeunes femmes en uniforme. Un spécialiste de l'espionnage informatique enlève, l'une après l'autre, les nouvelles recrues. L'existence de la brigade étant mise en danger par ces enlèvements dont la raison semble inexplicable, nos gendarmes déploieront au péril de leur vie, des trésors d'ingéniosité pour retrouver ces femmes dont ils avaient la garde.

## Personnage
Ludovic Maryvonne Cruchot (Louis de Funès) né un 31 juillet à Courbevoie, est un gendarme français affecté dans la brigade de Saint-Tropez . D'abord titulaire du grade de maréchal des logis au début du premier film, il devient maréchal des logis-chef à Saint-Tropez, puis adjudant-chef au cours du troisième film, avant de se retrouver à nouveau maréchal des logis-chef .
Veuf d'une première femme, il épouse Josepha (Claude Gensac) à la fin du troisième film, il est également père de Nicole Cruchot (interprétée par Geneviève Grad).